# Tetris (film)
Tetris je americko-britské biografické drama z roku 2023. Scénář k dramatu napsal Noah Pink a režie se ujal Jon S. Baird. V hlavních rolích se představil Taron Egerton, Nikita Jefremov a Toby Jones.
Produkce filmu byla oznámena v červenci 2020, přičemž natáčet se začalo již v prosinci téhož roku v Glasgowě. V únoru 2021 bylo natáčení přesunuto do Aberdeenu a následně zpět do Glasgowu, kde na konci března 2021 skončilo. Film byl poprvé zveřejněn na festivalu South by Southwest, ale hlavní premiéru měl 31. března 2023 na streamovací platformě AppleTV+.

## Obsazení
- Taron Egerton jako Henk Rogers
- Toby Jones jako Robert Stein
- Nikita Yefremov jako Alexej Pažitnov
- Roger Allam jako Robert Maxwell
- Anthony Boyle jako Kevin Maxwell
- Togo Igawa jako Hiroshi Yamauchi
- Ken Yamamura jako Minoru Arakawa
- Ben Miles jako Howard Lincoln
- Ayane Nagabuchi jako Akemi Rogers
- Matthew Marsh jako Michail Gorbačov
- Rick Yune jako Larry

## Produkce

### Vývoj
V červenci 2020 byla vydána zpráva, že se připravuje životopisný film o vzniku hry Tetris, který se bude zabývat právními bitvami, jež se odehrávaly během studené války o vlastnictví této hry. Režie se ujal Jon S. Baird a do role vydavatele hry Henka Rogerse byl obsazen Taron Egerton. Egerton tuto zprávu potvrdil v srpnovém rozhovoru a vysvětlil, že film bude mít podobný tón jako film Sociální síť. Do filmu byli dále obsazeni Moyo Akande, Toby Jones, Sofya Lebedeva, Rick Yune, Igor Grabuzov, Ken Yamamura, Miles Barrow, Aaron Vodovoz, Leva Andrejevaite a další. V listopadu film získala společnost Apple, pod záštitou AppleTV+.

### Natáčení
Natáčení začalo v prosinci 2020 v Glasgow, konkrétně na letišti Glasgow Prestwick na pobřeží hrabství Ayrshire. Od února 2021 probíhalo natáčení v Aberdeen v zoologické budově Aberdeenské univerzity, která byla použita jako sídlo sovětské firmy Elorg, a Seamount Court, který byl použit pro několik dalších scén. Produkce se pak na několik dní vrátila do Glasgow, kde natáčení také skončilo začátkem března 2021. V roce 2022 probíhalo dotáčení některých scén.

### Vydání
Film měl plánovanou premiéru na festivalu South by Southwest 15. března 2023. Pro veřejnost byl film vydán 31. března téhož roku na streamovací platformě AppleTV+.